# Xian de Lhari
Le xian de Lhari (嘉黎县 ; pinyin : Jiālí Xiàn) est un district administratif de la région autonome du Tibet en Chine. Il est placé sous la juridiction de la préfecture de Nagchu.

## Démographie
La population du district était de 23 694 habitants en 1999.